# BU Южного Креста
BU Южного Креста (HD 111934, англ. BU Cru) — переменная звезда в рассеянном скоплении NGC 4755, также известном как скопление Каппы Южного Креста или Шкатулка с драгоценностями.

## Расположение

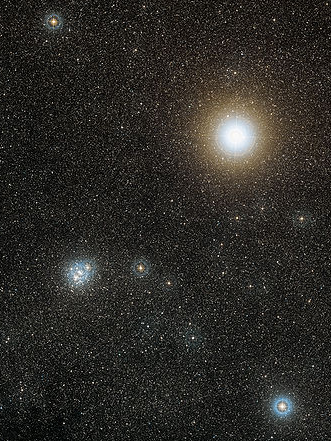
NGC 4755 находится к юго-востоку от Беты Южного Креста (Credit: ESO, ESA/Hubble and Digitized Sky Survey 2, Davide De Martin)

BU Южного Креста является одним из наиболее ярких представителей рассеянного скопления Образует правый край перемычки «A»-образного астеризма в центре скопления. Само же скопление является частью более крупной ассоциации Центавр OB1 и находится на расстоянии 8500 световых лет.
Скопление и BU Южного Креста расположены к юго-востоку от Беты Южного Креста, находящейся на левом краю астеризма Южный крест.

## Свойства
BU Южного Креста является ярким сверхгигантом спектрального класса B2 (класс светимости Ia). Светимость звезды в 275000 выше светимости Солнца, температура составляет около 20 тысяч кельвинов, радиус в 40 раз больше солнечного. Скопление κ Южного Креста обладает возрастом 11,2 млн лет, а возраст BU Южного Креста оценивается в 5 миллионов лет.

## Переменность
BU Южного Креста является переменной звездой, блеск которой меняется в пределах 0,1 звёздной величины. Возможно, является затменной двойной системой, к такому типу она отнесена в Общем каталоге переменных звёзд, но в Международном индексе переменных звёзд объект отнесён к переменным типа Альфы Лебедя со звёздной величиной в интервале 6,82 — 7,01.